# Guillermo Lasso
Guillermo Lasso Mendoza, né le 16 novembre 1955 à Guayaquil, est un homme d'affaires et homme d'État équatorien. Il est président de la république de l'Équateur du 24 mai 2021 au 23 novembre 2023.
Banquier de profession, il est gouverneur de la province du Guayas à partir de 1998 et brièvement ministre-secrétaire de l’Économie en 1999.
Libéral-conservateur, il fonde le Mouvement CREO en 2012 et se présente sans succès aux élections présidentielles de 2013 et de 2017, étant respectivement battu par Rafael Correa puis par Lenín Moreno. Il l’emporte finalement en 2021 face à Andrés Arauz.
Au pouvoir, il est confronté à plusieurs mouvements de protestation, en particulier les manifestations indigènes de 2022. Sa présidence est également marquée par une forte hausse de l'insécurité. Devenu très impopulaire, objet d'une procédure de destitution pour corruption enclenchée par l'Assemblée nationale, il dissout cette dernière en mai 2023, entraînant des élections législatives et présidentielle anticipées six mois plus tard. Daniel Noboa lui succède.

## Situation personnelle

### Origines
Le Figaro décrit Guillermo Lasso comme un « pur produit de la bourgeoisie de Guayaquil », la capitale économique de l'Équateur située sur la côte pacifique.

### Carrière
En 1977, il obtient de son beau-frère la direction de la banque de Guayaquil. Il est également président de l'Association des banques privées d’Équateur de 1993 à 1997.

### État de santé
En mars 2022, Guillermo Lasso est testé positif au Covid-19.
Cinq mois plus tard, en août 2022, il annonce aux membres de son cabinet qu'il a reçu un diagnostic de mélanome quelques jours après avoir subi le 29 juillet 2022 une intervention chirurgicale pour une blessure à la paupière. Il y annonce également un déplacement aux États-Unis pour des soins et traitements.

## Ascension politique

### Débuts
Guillermo Lasso est gouverneur de la province du Guayas entre 1998 et 1999.
Il est nommé ministre-secrétaire de l’Économie en août 1999 par le président Jamil Mahuad. Il démissionne le mois suivant, étant en désaccord sur la question d'un moratoire sur le paiement de la dette extérieure que défend le président, alors que la crise économique pousse à l'exil plus d'un million d’Équatoriens.
En 2003, il accepte le poste d'ambassadeur itinérant que lui propose le président Lucio Gutiérrez. Il s'affaire en particulier à rechercher des accords commerciaux avec les États-Unis et à resserrer les relations diplomatiques avec ce pays.
En 2012, il lance son parti, le Mouvement CREO, dont César Monge prend la présidence.

### Élection présidentielle de 2013

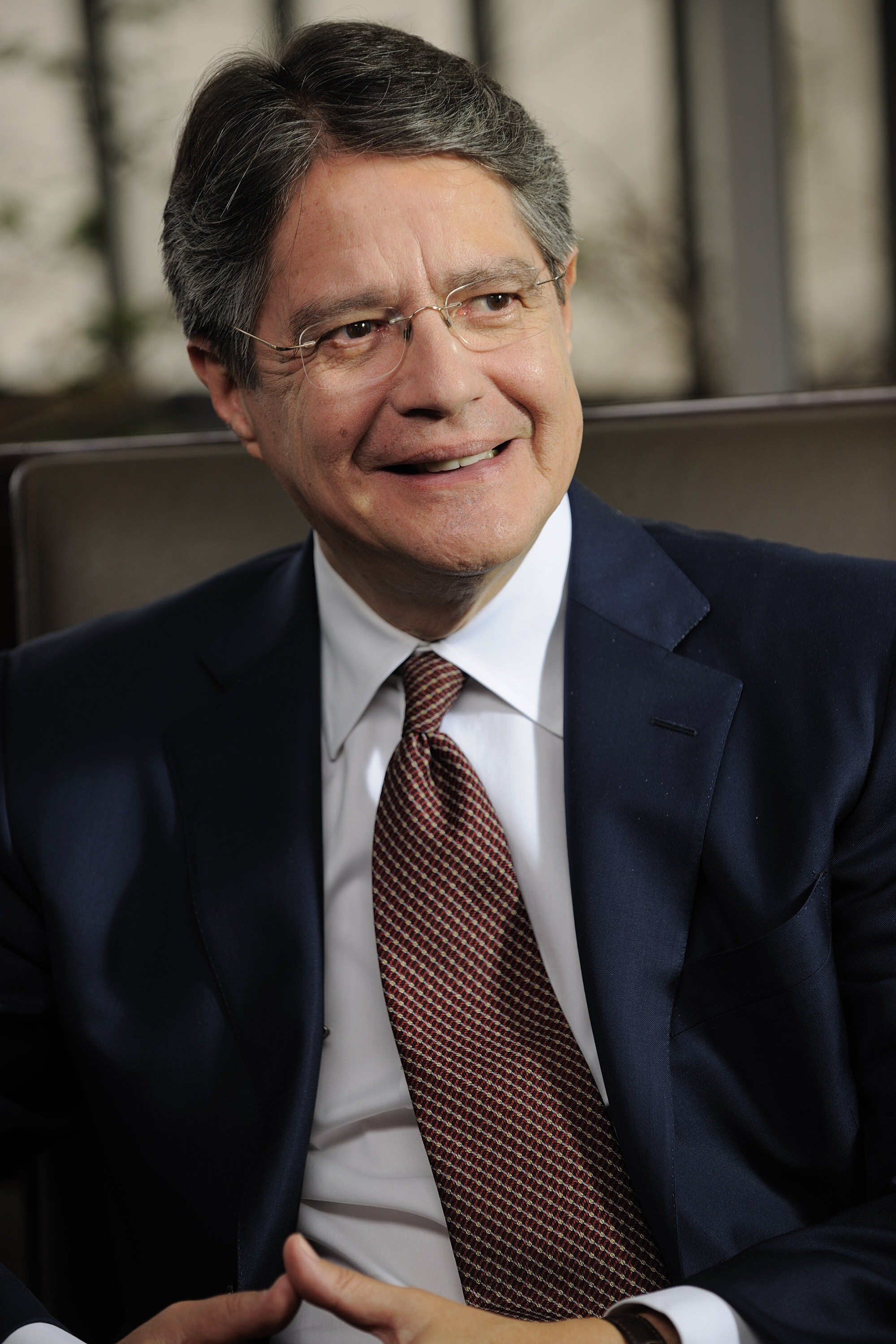
Guillermo Lasso en 2011.

Candidat à l’élection présidentielle de 2013, il arrive en deuxième position avec 22,7 % des voix, tandis que le président Rafael Correa est réélu avec 57,2 % des voix au premier tour.

### Élection présidentielle de 2017
De nouveau candidat à l'élection présidentielle en 2017 sur un programme « néo-libéral modéré », il promet de supprimer une douzaine d’impôts, de créer un million d'emplois et d’expulser Julian Assange de l'ambassade équatorienne au Royaume-Uni. Il se qualifie pour le second tour avec 28,1 % des voix contre 39,3 % à son principal adversaire, Lenín Moreno. Il perd face à celui-ci avec 48,8 % des voix.

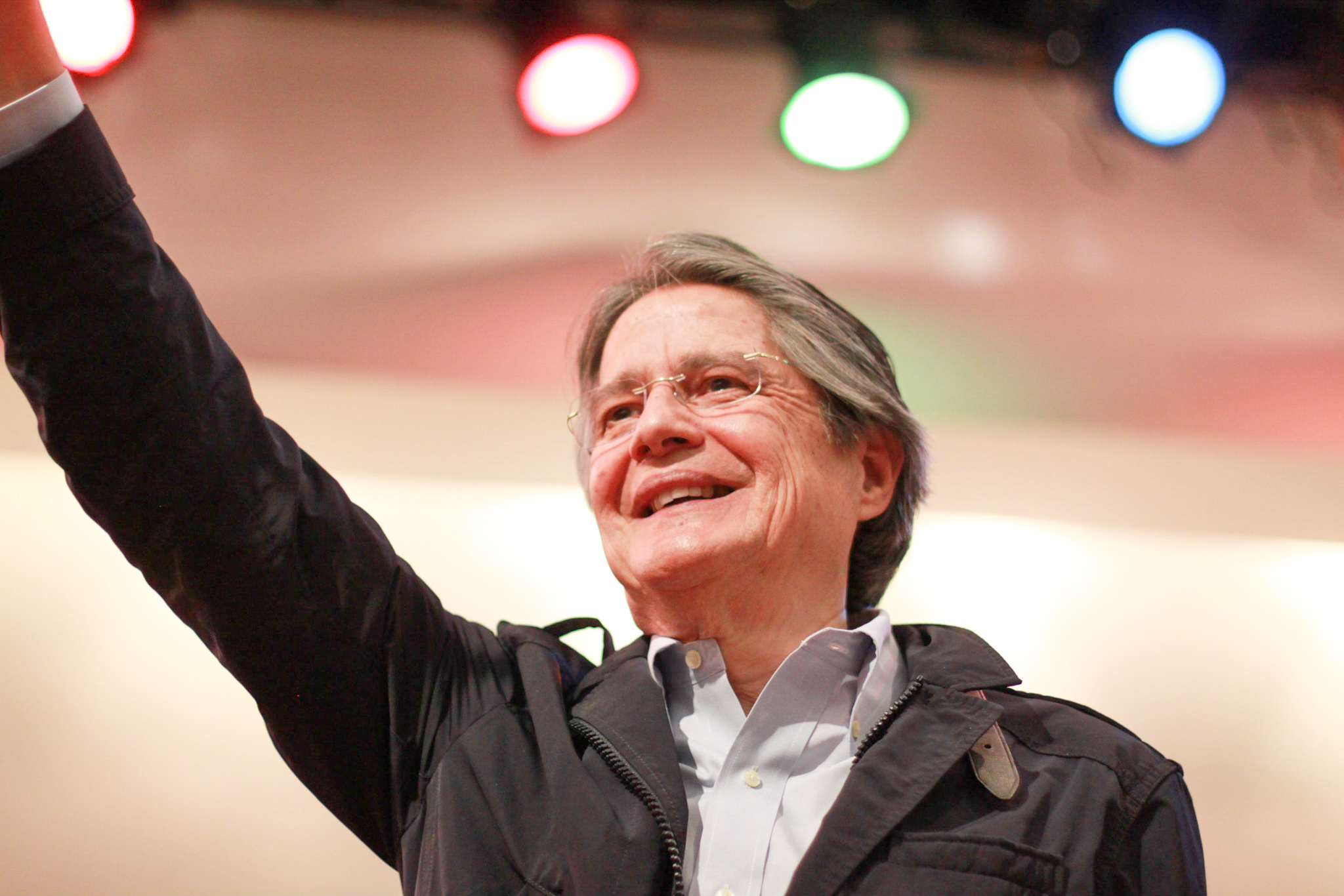
Guillermo Lasso en 2017.

À la suite de l'annonce qu'il juge anormalement longue des résultats du premier tour et à des rumeurs de manipulations, il ne reconnaît pas le résultat et demande un recomptage des voix. Alexander Vega, président du Conseil national électoral de Colombie et coordinateur de la Mission des observateurs de l’Unasur, dément les accusations de fraude, précisant : « nous avons été 400 observateurs de l’OEA, de l’Unasur, de l’Uniore et de l’AWEB ; dire qu’il y a eu une fraude c’est dire que nous sommes complices de cette fraude : aucune mission électorale internationale ne se prêterait à ça » ; il déclare aussi que le système électoral équatorien est « l'un des plus fiables de la région ». L'ancien président uruguayen José Mujica, en qualité de représentant de l'Unasur, confirme également la régularité du scrutin. Finalement, Moreno est proclamé président le 4 avril. La victoire de Moreno est confirmée après le recomptage de 11,2 % des bulletins.
Il se rapproche du gouvernement de Lenín Moreno après que ce dernier a entrepris un virage à droite, le soutenant face au mouvement de contestation de 2019.

### Élection présidentielle de 2021
Guillermo Lasso brigue pour la troisième fois la présidence du pays à l’occasion de l’élection présidentielle de 2021, à la tête d'une coalition de droite comprenant son parti, le Mouvement CREO, et le Parti social-chrétien. Il choisit Alfredo Borrero pour la fonction de vice-président. S'il se décrit comme un candidat du changement face au gouvernement de Lenin Moreno, son parti a été l'un des principaux alliés de ce dernier au Parlement. Proche du patronat et du secteur de la finance, il défend un programme libéral-conservateur et sa campagne jouit de l’appui des grands médias.
Avec 19,74 % des voix, il se qualifie de justesse pour le second tour, derrière le socialiste pro-Correa Andrés Arauz (32,72 %) et devant l’indigène écologiste Yaku Pérez (19,39 %). Ces résultats serrés — annoncés après un long dépouillement, marqué par la présence de nombreux procès-verbaux litigieux, et alors que le candidat libéral-conservateur était donné en troisième position pendant trois jours — déclenchent une controverse durant l'entre-deux-tours, Yaku Perez évoquant des fraudes en sa défaveur et refusant de reconnaître les résultats.

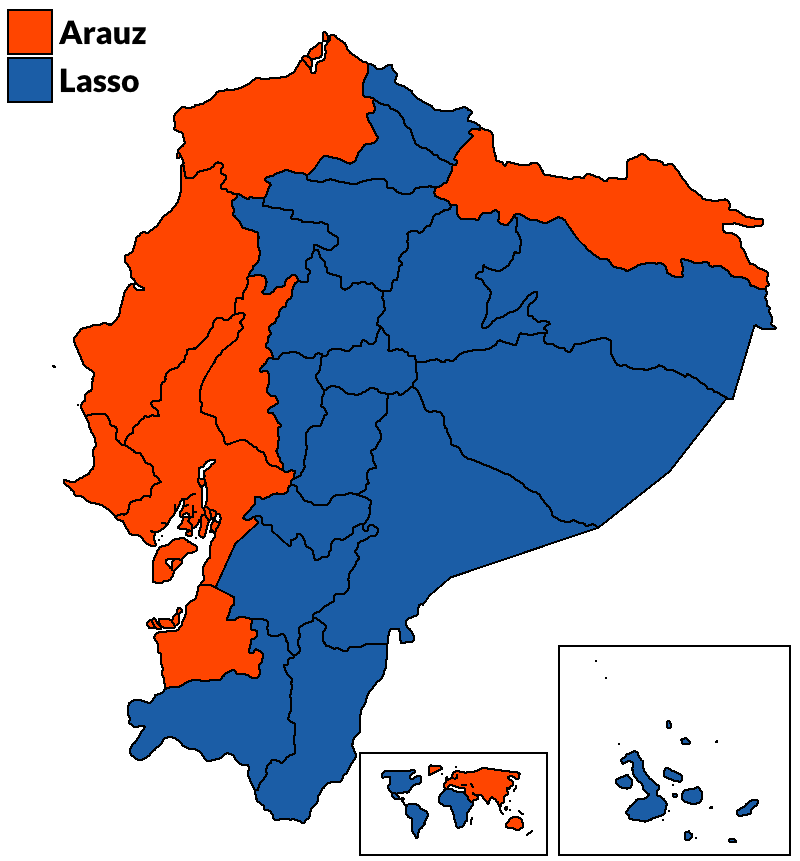
Carte représentant le vote par province au second tour de l'élection présidentielle de 2021.

Guillermo Lasso est élu au second tour avec 52,4 % des voix, ayant notamment bénéficié du ralliement de Xavier Hervas, candidat centriste arrivé en quatrième position au premier tour, ainsi que d'une partie du mouvement indigène. Le scrutin est marqué par un important nombre de votes nuls (16 %), dont celui de Yaku Perez. Après s'être proclamé vainqueur avec 50,8 % des suffrages sur la base d'un sondage sortie des urnes, Andrés Arauz reconnaît la victoire de son adversaire et le félicite,.
Son élection est saluée par les marchés financiers, entraînant une baisse sensible de la prime du risque souverain.

## Président de la République

### Investiture et cohabitation
Guillermo Lasso est investi président de la République de l'Équateur le 24 mai 2021. Pendant son mandat de quatre ans, il devra composer avec une Assemblée nationale — renouvelée pour la même durée en même temps que le premier tour de l’élection présidentielle — dans laquelle son parti détient seulement 12 des 137 sièges, ce qui le conduira à faire de nombreux compromis par rapport à ses promesses de campagne. Il est également confronté à plusieurs crises gouvernementales, en avril 2022, et en juillet de la même année.

### Économie

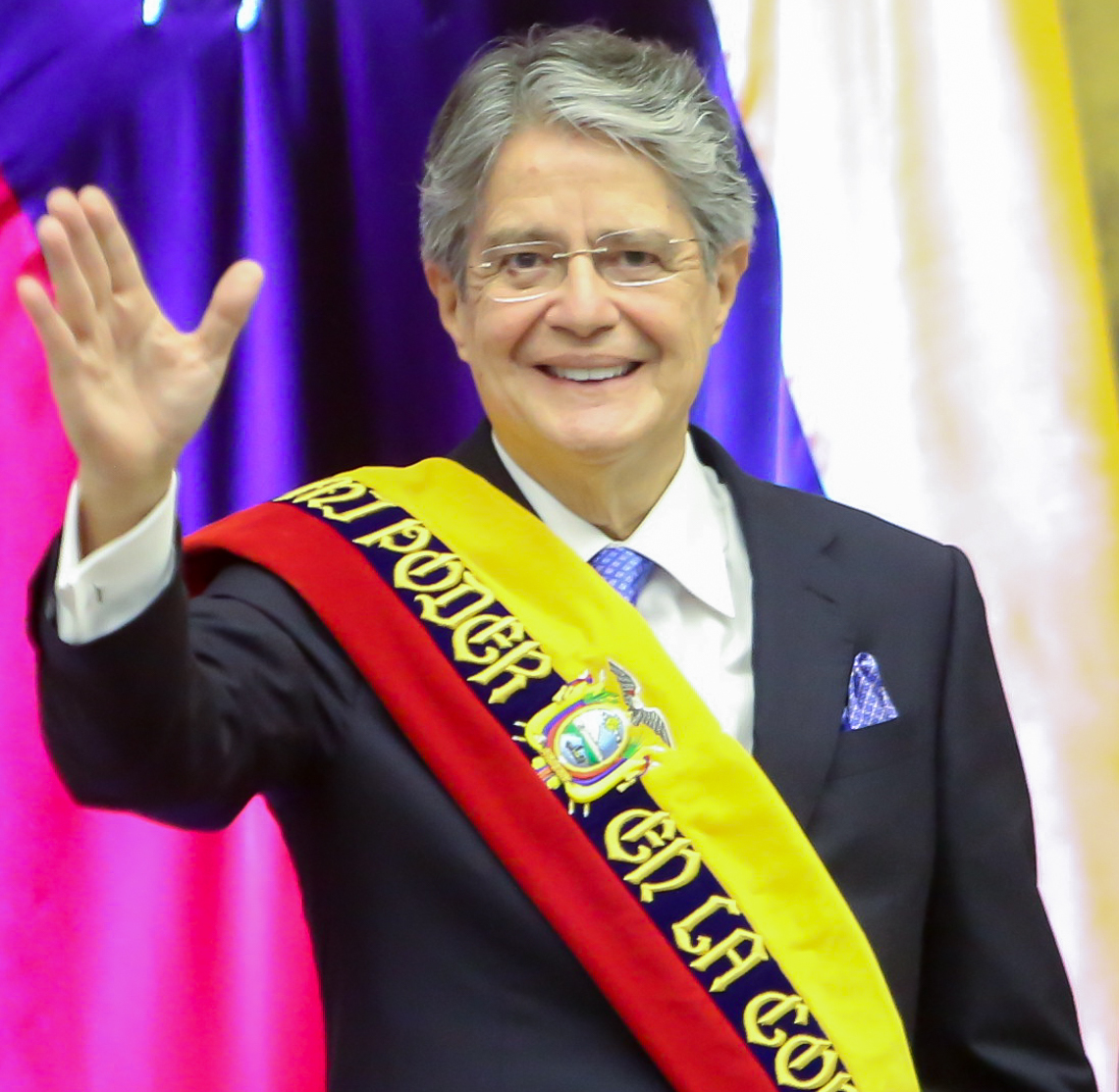
Guillermo Lasso lors de son investiture en mai 2021.

Lors de son entrée en fonction, l’Équateur est confronté à une très importante crise économique, son PIB ayant reculé de 8 % en 2020, notamment en raison de la pandémie de Covid-19 et de la baisse des cours du pétrole. Face à la crise sanitaire, Guillermo Lasso fait passer le salaire minimum de 400 à 425 dollars, supprime les dettes des citoyens allant jusqu'à 1 000 dollars, et annonce la régularisation des dizaines de milliers de migrants vénézuéliens ayant fui la crise économique vénézuélienne.
La veille de son investiture, il annonce la privatisation de trois raffineries, d'autoroutes, de la compagnie publique des télécommunications et de la Banco del Pacífico, ainsi que l'exemption d’impôts pour les investissements dans le secteur du tourisme, particulièrement touché par la pandémie, pour une durée de trente ans.
Il annonce en septembre 2021 le lancement de la Loi de création d'opportunités (CREO), du nom de son parti politique, comprenant une réforme fiscale et l’assouplissement du code du travail. La loi prévoit une baisse de la TVA pour plusieurs produits, la suppression de l'impôt sur les successions pour les enfants et les conjoints, la suppression de la taxe sur les petites entreprises, la flexibilisation des modalités d'embauche et des horaires de travail pour les nouveaux emplois, et la création de zones franches avec incitations fiscales pour attirer les investissements étrangers. Il ne parvient toutefois pas à faire adopter cette réforme par l’Assemblée.
La reprise économique est poussive après la chute du PIB en 2020 : + 2,8 % en 2021 et + 3,5 % en 2022 selon une projection, pour l’essentiel grâce aux ventes de pétrole. C’est l'une des plus faibles performances du continent américain. Dans le même temps, très endetté, l’Équateur subit la pression du Fonds monétaire international (FMI) qui exige des « réformes structurelles ». Pour continuer d’obtenir les fonds du FMI, le gouvernement choisit de  rogner sur les dépenses publiques, conduisant à une détérioration des services. Malgré la pandémie le secteur hospitalier est ciblé par un plan de licenciements, tandis que les baisses de budget entrainent une pénurie de médicaments. La pression sur le niveau de vie des plus pauvres s’est accentuée.
Son gouvernement s'engage en juin 2022 devant l'Association canadienne des prospecteurs et entrepreneurs à relancer plusieurs centaines de projets miniers qui avaient été suspendus par les gouvernements précédents.

### Politique sécuritaire
Guillermo Lasso est rapidement confronté au renforcement du crime organisé, alimenté par l’accroissement de la pauvreté. Guayaquil, la capitale économique de l’Équateur, est devenu un port de transit stratégique pour les trafiquants. Le nombre d’homicides dans la ville augmente de 60 % au cours de l'année 2022 par rapport à 2021.
Dans les prisons, près de 400 meurtres sont recensés durant la même période, faisant des prisons équatoriennes les plus dangereuses d'Amérique latine. Les autorités attribuent les violences pénitentiaires aux rivalités entre gangs liés aux cartels de la drogue issus de Colombie et du Pérou, les deux principaux producteurs mondiaux de cocaïne. « Le gouvernement accuse les cartels internationaux pour s’exonérer de toute responsabilité », affirme pour sa part l'universitaire Luis Astudillo, qui dénonce « l’absence d’une politique publique pénitentiaire et le manque de moyens octroyés aux prisons ». Guillermo Lasso décrète six fois l’état d’exception assorti d’un couvre-feu nocturne durant ses dix-huit premiers mois de présidence, sans résultats. Le taux d’homicides, qui était de 5,8 pour 100 000 habitants en 2017, atteint les 25,9 pour 100 000 en 2022.
Il autorise par décret en avril 2023 le port d'armes par des civils dans les rues et les lieux publics. La décision présidentielle, annoncée sans débat parlementaire ou consultation des organes représentatifs, est rejetée par d'amples secteurs de la société. La CONAIE, principale organisation indigène du pays, la juge « irresponsable » et craint l’émergence de milices paramilitaires d’extrême droite comme en Colombie. Le Pacte pour l'enfance et l'adolescence, qui regroupe plusieurs associations, et l'Observatoire de suivi des obligations de droits humains, ont demandé au gouvernement l'abandon du décret.

### Politique étrangère
Pro-américain sur les questions de politique internationale, Guillermo Lasso est considéré comme un allié privilégié de l'administration Biden. Il a promu une loi d’association avec les États-Unis, votée en 2022 par le Congrès américain mais perçue par ses détracteurs comme une réactualisation de la doctrine Monroe, et finalement rejetée par le Parlement équatorien. Il signe en juillet 2023 deux nouveaux accords de coopération permettant notamment à l'armée américaine d’intervenir directement sur le territoire équatorien.

### Opposition au droit à l'avortement
Il oppose en février 2022 son véto présidentiel au vote par le Parlement de la légalisation de l'avortement en cas de viol.

### Mouvements de protestation
Son gouvernement est contesté pendant plusieurs jours en octobre 2021 par des manifestations de mouvements indigènes, d'organisations sociales et syndicales, en protestation contre la flambée du prix de l'essence. Guillermo Lasso reste toutefois déterminé à ne pas négocier avec les manifestants : il appelle ses partisans à « défendre » la capitale contre les « putschistes » et instaure l'état d'urgence pendant 60 jours, faisant déployer l’armée dans les rues, officiellement pour combattre le trafic de drogue. Sa popularité chute en novembre, avec 67 % des Équatoriens déclarant rejeter sa politique contre 25 % la soutenant.
Le 13 juin 2022, un vaste mouvement de protestation éclate dans le pays. Lancé principalement par la Confédération des nationalités indigènes de l'Équateur (CONAIE), il est dirigé contre la politique de Guillermo Lasso et présente comme principales revendications la réduction du prix des combustibles, la suspension des projets de privatisation, un moratoire d'un an sur le remboursement des prêts bancaires pour les plus modestes, une politique de contrôle des prix agricoles et une hausse des budgets de la santé et de l'éducation. L'état d'urgence est instauré dans six provinces, dont la capitale, avec un couvre-feu de 22 heures à 5 heures, cependant que six personnes sont tuées et une centaine blessées. Le 24 juin, l'opposition de gauche au Parlement dépose une motion de destitution à l'encontre de Lasso pour sa mauvaise gestion de la crise. Le 28 juin, alors que Lasso décide de suspendre le dialogue avec ses opposants, la motion obtient 80 voix pour et 48 contre alors qu'un minimum de 92 voix est nécessaire pour pouvoir aboutir. Le taux d'approbation de son gouvernement chute à 17 % en juin 2022. Pour mettre fin à la crise Guillermo Lasso consent à plusieurs concessions. Il s’est ainsi engagé à bloquer le prix de l’essence, à suspendre la privatisation des services publics et des secteurs stratégiques, à subventionner les fertilisants, et à augmenter le « bon de développement humain », une aide aux plus pauvres, de 50 à 55 dollars. En parallèle, il tente de criminaliser le mouvement indigène. La répression policière est sévère, causant plusieurs morts, le président de la Conaie, Leonidas Iza, est brièvement détenu, et le gouvernement lance la rumeur que le mouvement indigène est financé par le « narcotrafic ».

### Élections locales et référendum de 2023
Fragilisé et sans majorité parlementaire claire, Lasso annonce le 12 septembre 2022 la mise au vote populaire de huit questions permettant selon lui « d'affronter les problèmes que l'Équateur n'a pas été en mesure de résoudre dans le passé ». Le référendum se tient le 5 février 2023 et se solde par la victoire du « non » à l'ensemble des questions.
Les élections locales, organisées le même jour, conduisent à une large défaite pour le parti CREO (9 % des voix au niveau national) du président Lasso, qui n'obtient aucune des 23 préfectures et ne conserve que 25 mairies sur les 32 qu'il administrait. Son ex-allié désormais dans l'opposition, le Parti social-chrétien (12,65 % des voix), obtient 2 préfectures et 28 mairies. Pachakutik (8,73 %), 6 préfectures et 26 mairies. Enfin, le parti de gauche Révolution citoyenne (23,8 %) apparait comme le grand vainqueur avec 9 préfectures et 50 mairies, parmi lesquelles la capitale Quito et le grand port de Guayaquil.

### Procédure de destitution et dissolution du Parlement
En mars 2023, il est mis en accusation dans une affaire de corruption. L'Assemblée nationale vote l'ouverture d'une enquête sur le chef de l’État après qu'un site internet a révélé l'existence d'un système de corruption mis en place au sein d'entreprises publiques par un beau-frère de Guillermo Lasso, Danilo Carrera. Le président est accusé d'avoir connu son existence sans s'y opposer. Le 29 mars, la Cour constitutionnelle valide la demande du Parlement par six voix contre trois.
L'homme d'affaires Rubén Cherres, considéré comme un témoin clé dans l'affaire, est retrouvé assassiné au début du mois d'avril 2023. Bien qu'il n'occupait aucune fonction officielle au sein de l'administration Lasso, plusieurs anciens fonctionnaires ont affirmé que Carrera jouait un rôle consultatif important auprès du président et qu'il était un personnage puissant au sein du palais présidentiel. Il avait notamment accompagné Lasso lors de son voyage à Washington en décembre 2022. Le 24 février, le procureur général a annoncé l'ouverture d'une nouvelle enquête sur le classement par Lasso d'une enquête de police sur les liens de Cherres avec un réseau de trafic de drogue. Selon les accusations, Lasso aurait fait pression sur le commandant de la police nationale et le chef de la police antidrogue pour dissimuler le rapport d'enquête.

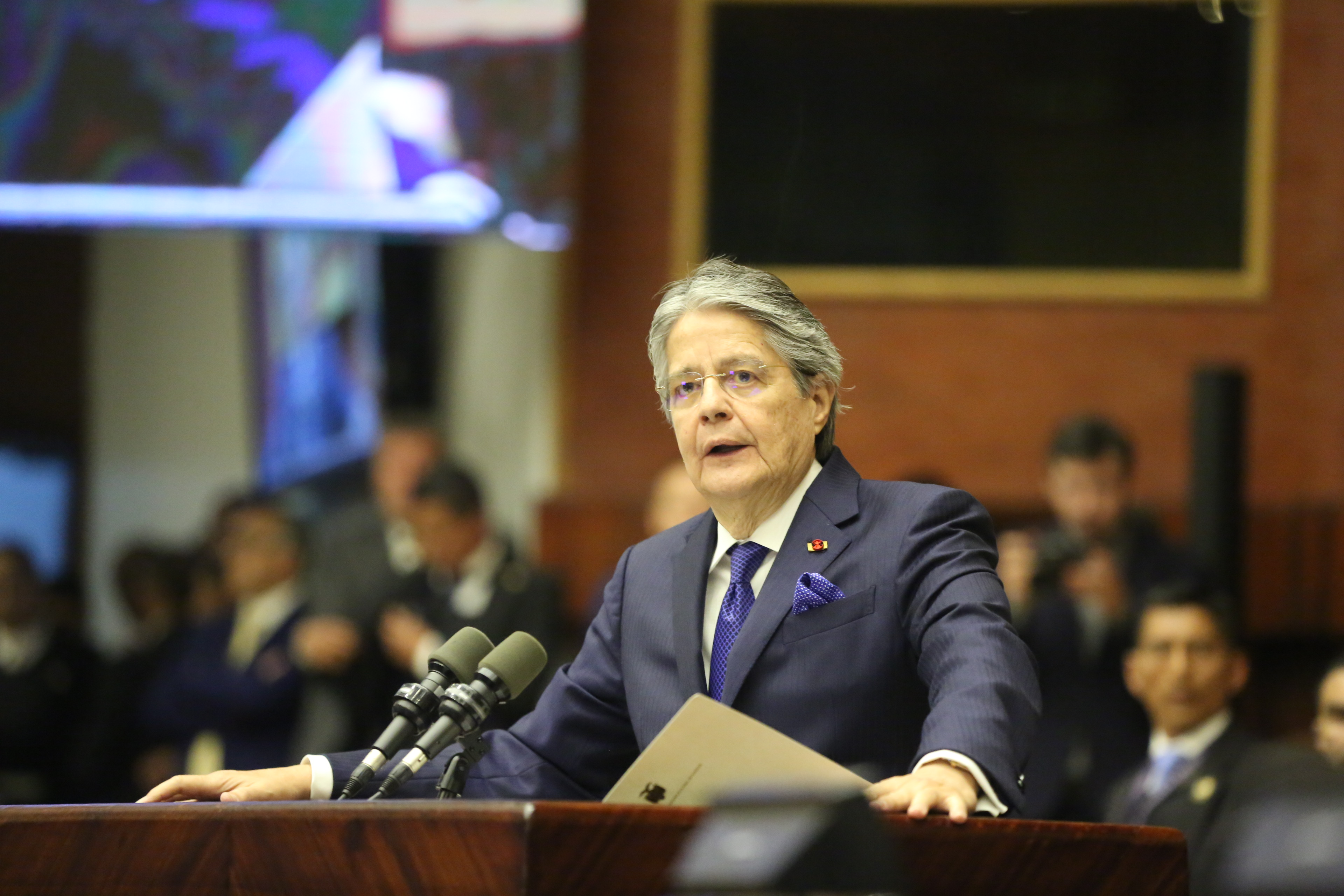
Le 16 mai 2023, Guillermo Lasso décrète la « mort croisée ».

Guillermo Lasso décide en mai 2023 de dissoudre l'Assemblée nationale selon une disposition constitutionnelle dite de « mort croisée », conduisant à des élections législatives et présidentielle anticipées six mois plus tard. Il peut légiférer par décret pendant ce délai. Il est le premier chef d’État équatorien à dissoudre le Parlement. L'opposition a dénoncé une possible dérive de la part d'un président qu'elle juge incapable de gouverner et impopulaire (15 % d'opinions positives, selon les sondages). Le Parti social-chrétien a affirmé que, « politiquement et dans la pratique, le président s'est autoproclamé dictateur, même si ce n'est que pour une courte période » et la Confédération des nationalités indigènes (Conaie) a dénoncé le déroulement d'un « scénario de la dictature ». Guillermo Lasso, pouvant désormais gouverner avec une plus grande marge de manœuvre, prend plusieurs décrets favorisant les intérêts des milieux d'affaires, comme une réforme fiscale et la création de zones franches, avec des taux d'imposition réduits.

### Élection présidentielle anticipée de 2023
Guillermo Lasso renonce à se présenter à l'élection présidentielle anticipée. À onze jours du premier tour du scrutin présidentiel, un candidat proche de lui, Fernando Villavicencio, figure de la lutte contre la corruption et faisant partie des favoris du scrutin, est assassiné de trois balles dans la tête. Le président Lasso décrète alors trois jours de deuil national et instaure l'état d'urgence pour deux mois,.
Le 15 octobre 2023, à l'issue du second tour, le candidat de droite Daniel Noboa l'emporte face à la corréiste Luisa González. Il succède à Guillermo Lasso le 23 novembre suivant.

## Prises de position
Catholique, il est membre de l’Opus Dei et s’oppose à la légalisation de l'avortement, même en cas de viol ou de malformation du fœtus. Il se montre néanmoins ouvert sur ce sujet durant la campagne électorale de 2021, en déclarant notamment qu'il s'engagerait à respecter un point de vue différent du sien si le critère de la majorité était retenu.
Durant sa campagne présidentielle de 2021, il explique faire de la suppression totale du déficit sa priorité, proposant pour ce faire de réduire les dépenses et d'augmenter les recettes pétrolières. Partisan du libre-échange, il s'engage à supprimer la taxe sur les envois de fonds de l'Équateur et à signer des accords commerciaux notamment avec les États-Unis, la Chine et la Corée du Sud. Il entend également favoriser les investissements étrangers en abaissant la fiscalité, respecter les accords avec le Fonds monétaire international et les marchés financiers, privatiser la Banco del Pacífico, limiter les subventions sur le carburant octroyées aux plus démunis, augmenter les impôts sur la consommation, et créer un million d'emplois.

## Controverse sur sa fortune et son éthique
Selon des informations de l'Inspection des Banques de Panama révélées par le journal argentin Página/12, Guillermo Lasso est associé à une cinquantaine de sociétés offshore situées dans des paradis fiscaux. Sa fortune serait passée d'un à 31 millions de dollars entre 1999 et 2000, alors que le pays était frappé par une importante crise financière.
Le Center for Economic and Policy Research (CEPR), un centre de recherche basé à Washington, met en cause en 2017 l'existence de sociétés-écrans en Floride liées à Guillermo Lasso qui possédaient des propriétés à Miami (Floride) évaluées à plus de 30 millions de dollars. En 2021, l'organisme indique qu'« un examen des registres des entreprises et de l'immobilier en Floride montre que les avoirs des sociétés-écrans liées à Lasso ont augmenté depuis 2017 ». Des journalistes du Miami Herald et de Plan V ont établi que l’une de ces sociétés-écrans a engagé une entreprise de relations publiques basée à Miami pour améliorer l’image de Guillermo Lasso dans les médias américains et britanniques.
Son nom est cité en octobre 2021 dans les révélations dites des Pandora Papers. L'enquête de l'ICIJ et de ses partenaires montre que Lasso avait des liens avec au moins dix sociétés offshore et fiducies au Panama et quatre autres dans deux paradis fiscaux américains : le Dakota du Sud et le Delaware. Le président Lasso répond à l'ICIJ que « toute utilisation passée d'une entité internationale » était légitime, et qu'aucune de ces entités offshore n'avait de lien avec sa fonction publique. Il affirme avoir dissous toutes ses entités offshore avant de se présenter à l'élection présidentielle. Le 11 octobre 2021, le Parlement équatorien vote le lancement d'une enquête sur les finances offshore de Guillermo Lasso pour vérifier s'il y avait infraction et notamment si Lasso a outrepassé la norme « interdisant aux candidats et aux agents publics d'avoir leurs ressources ou leurs actifs dans des paradis fiscaux », selon l'AFP. Le président Lasso dénonce alors les Pandora Papers comme étant un « complot international » et une tentative de « putsch contre la démocratie ».